# Deadwood (Dél-Dakota)
Deadwood város az USA Dél-Dakota államában, Lawrence megyében, melynek megyeszékhelye is. Lakosainak száma 1156 fő (2020. április 1.).

## Népesség
A település népességének változása:
| Lakosok száma | 3777 | 1270 | 1156 |
|               | 1880 | 2010 | 2020 |